# Altes Rathaus – Städtische Galerie für moderne Kunst
Das Alte Rathaus – Städtische Galerie für moderne Kunst, zuvor Georg-Meistermann-Museum, in der Kreisstadt Wittlich (Rheinland-Pfalz) beherbergt einen großen Teil des Nachlasses des Künstlers Georg Meistermann. In der Wittlicher Sammlung wird in einer Auswahl das Lebenswerk des Künstlers mit Exponaten nachgezeichnet. Zu sehen sind Grafiken, Zeichnungen, Original-Fensterentwürfe im Maßstab 1:1 sowie Glas- und Ölbilder, darunter die kunsthistorisch wertvollen Fenster „Die Vier Apokalyptischen Reiter“ von 1954. In Wittlich sind weiterhin 40 Glasfenster Georg Meistermanns in elf Gebäuden, darunter in der Pfarrkirche St. Markus, zu sehen. Im Museum wird in Ausstellungen nationale und internationale Kunst präsentiert.

## Geschichte
Die ersten Gründungsbestrebungen des Wittlicher Georg-Meistermann-Museums reichen bis in das Jahr 1984 zurück, als in dem bis dahin als Rathaus genutzten Gebäude die erste Ausstellung von Werken Meistermanns gezeigt wurde. In der Folgezeit bemühte sich der amtierende Bürgermeister Helmut Hagedorn zusammen mit Georg Meistermann, der sich aufgrund seiner frühen Wittlicher Glasarbeiten mit der Stadt sehr verbunden fühlte, um ein Konzept für ein zukünftiges Georg-Meistermann-Museum. Dieses sah neben einer ständigen Sammlung von Meistermann-Werken eine kontinuierliche Reihe von Wechselausstellungen zur Gegenwartskunst vor. Da die vorgesehene Schenkung nicht vor dem Tod von Georg Meistermann abgeschlossenen werden konnte, stellte die Witwe Edeltrud Meistermann und der Enkel und Kunsthistoriker Justinus Maria Calleen diese zusammen. Dabei sollte die gesamte künstlerische Entwicklung in den vier Gattungen der Graphik, Zeichnung, Malerei und Glas zum Ausdruck kommen.
Mit der Schenkung kam es im Jahr 1994 zur Gründung des Georg-Meistermann-Museums. Schon in der Gründungsphase stand fest, dass zukünftig auch ein Museumsdirektor zur wissenschaftlichen Betreuung der Meistermann-Sammlung benötigt würde. Dieser sollte auch die Kultur-, Tagungs- und Gedenkstätte Synagoge sowie die allgemeine Kulturarbeit betreuen. Im Jahr 2000 wurde Meistermann-Experte Justinus Maria Calleen nach einer öffentlichen Ausschreibung als Meistermann-Museumsdirektor und als Leiter des Kulturamtes sowie der Wittlicher Kultur- und Gedenkstätte Synagoge angestellt. In dieser Funktion unterstützte er 2009 den Antrag einer Bürgerinitiative zur Verlegung von Stolpersteinen zum Gedenken an NS-Opfer des international tätigen Kölner Künstlers Gunter Demnig. Dieser Antrag wurde von Stadtrat abgelehnt.
Neben der Forschung und Präsentation der Meistermann-Sammlung wurden jährlich drei Wechselausstellungen zur modernen und zeitgenössischen Kunst gezeigt. Dabei lässt sich die Ausstellungskonzeption in vier Kategorien einteilen. Zum einen wurden profilierte Künstler aus der Region präsentiert z. B. Cordula Herx, 2000 oder Jürgen Waxweiler, 2006. Zum anderen spielten neue Positionen aktueller Kunst in Deutschland eine Rolle z. B. Ren Rong, 2006 oder Brigitte Weimer, 2007 und Uwe Jonas, 2009. Eine dritte Kategorie bildeten international bekannte Künstler, die sich in einen Dialog zu Georg Meistermann setzen ließen (z. B. Horst Antes, 2000 oder Alfred Hrdlicka, 2008). Des Weiteren wurde die internationale Photographie u. a. wie 2007 mit August Sander oder 2008 Jürgen Schadenberg in einer speziellen Reihe jährlich ausgestellt.
Ein großes Anliegen war der Aufbau einer auf Kinder und Jugendliche ausgerichteten Museumspädagogik, um das Museum auch als einen außerschulischen Ort der Bildung zu etablieren. Dies geschah in Zusammenarbeit der ortsansässigen Bildungseinrichtungen, Schulen und Kindergärten. Neben Führungen durch die Ausstellungen wurden dabei Kinder- und Jugend-Kunstprojekte erarbeitet, deren Arbeitsergebnisse anschließend im Museum präsentiert wurden. In seiner kulturellen Arbeit wurde das Museum von einem Freundes- und Förderkreis unterstützt, der sich nach einem Meistermann-Bild nannte.
Die ständige Präsenz des Georg-Meistermann-Museums in der Presse und Öffentlichkeit führte dazu, dass das Museum in den folgenden viereinhalb Jahren großen Erfolg hatte. Bürgermeister Bußmer würdigte dessen überregionale Bedeutung zum zehnjährigen Bestehen, „was mit hoher Strahl- und Werbekraft wirkt“. In der Festveranstaltung im Naumburger Dom am 27. August 2010, in der der Maler Neo Rauch gleichzeitig den Stiftungspreis 2010 erhielt, „ehrte die Stiftung Bibel und Kultur den langjährigen Leiter des Georg-Meistermann-Museum in Wittlich, Dr. Justinus Maria Calleen, für die Pflege und Vermittlung des Erbes von Georg Meistermann“, so die offizielle Begründung der Jury. Gleichzeitig wurde damit das „Lebenswerk von Dr. Justinus Maria Calleen geehrt“. Weiter hieß es in der hauseigenen Pressemitteilung (Verfasser Ralf Thomas Müller, 27. Mai 2010): „In Auseinandersetzung um den Charakter und die Ausstellungspolitik des Museums betonte Calleen das Vermächtnis Meistermanns als eines kritischen Künstlers und Intellektuellen, der besonders in Gegnerschaft zum Nationalsozialismus für eine humane Gesellschaft stritt.“
2007 legte der Stadtrat dem Kulturamtsleiter und Museumsdirektor Calleen einen Fünfjahresausstellungsplan vor. Diese ungewöhnliche Maßnahme sah für 2010 eine Jubiläumsausstellung des Bildhauers Hanns Scherl zum 100. Geburtstag und für 2011 ebenfalls eine zum 100. Geburtstag von Georg Meistermann vor. Damit wäre beiden Künstler die gleiche Ehrung zugekommen. Angesichts der unterschiedlichen Qualitäten der Kunstwerke und der konträren Biographien wies der Museumsdirektor auf die Unmöglichkeit dieses Vorhabens hin und lehnte es ab, die Hanns-Scherl-Ausstellung durchzuführen. Georg Meistermann, der Namenspatron des Museums, stand dem Regime der Nationalsozialisten kritisch gegenüber und ihm wurde von den Machthabern Berufsverbot erteilt. Hanns Scherl war dagegen in seiner Kunst der nationalsozialistischen Kunstdoktrin verpflichtet und hat sich auch in späterer Zeit nie von seiner früheren Kunstauffassung distanziert. So hat unter anderem der Kölner Kunsthistoriker Norbert Küpper in seinem Gutachten die starke formale und inhaltliche Anlehnung an die nationalsozialistische Bildwelt im gesamten Werk von Hanns Scherl dezidiert nachgewiesen. In diesem Gutachten wird allerdings auch darauf hingewiesen, dass die Bildhauerei von Hanns Scherl in ihrer Qualität keiner Museumsausstellung Genüge leisten würden. Somit wäre mit einer solchen Ausstellung aus Sicht der Kritiker nicht nur die Ehre von Georg Meistermann, sondern auch die Museumsarbeit in Gefahr gewesen. Auch die Museumsdirektoren Ahrens aus Trier und Jessewitsch aus Solingen rieten von dieser Ausstellung ab. Der Stadtrat von CDU, FDP und Freie Wählergemeinde strichen 2009 die Stelle des Kulturamtsleiters und kündigten daraufhin dem Kunsthistoriker Calleen. Die Stadtverwaltung beschloss, die Hanns-Scherl-Ausstellung von der Journalistin Eva-Maria Reuther, die gleichzeitig im Trierischen Volksfreund über die Ausstellungsvorbereitungen berichtete, durchführen zu lassen. Die Erbengemeinschaft Meistermanns entschloss sich nun, die Namensrechte zurückzufordern. Der Stadtrat gab daraufhin die Namensrechte ab, um einem Rechtsstreit aus dem Weg zu gehen. Man entschied sich das Museum in „Altes Rathaus – Städtische Galerie für moderne Kunst“ umzubenennen. Nach der Entlassung von Calleen ist die Sammlung, die die Psychoanalytikerin Frau Edeltrud Meistermann-Seeger der Stadt als Schenkung übergab, ohne wissenschaftliche Betreuung. Seit 2015 wird auf den Zusatz „moderne Kunst“ verzichtet. Fortan firmiert der Ausstellungsort unter „Städtische Galerie im Alten Rathaus“ Dies spiegelt sich auch im Ausstellungskonzept wider, in dem die moderne Kunst neben allgemeinen kulturellen Themen wie Pest, Kloster Himmerod oder Vulkaneifel eine untergeordnete Rolle einnimmt. Auf einen Bezug zur Georg-Meistermann-Schenkung, der vor 2010 wesentlich für die Sonderausstellungen war, wird verzichtet.